# David Hungate
David Hungate (Los Angeles, 5 agosto 1948) è un bassista statunitense, noto per aver fatto parte dei Toto dal 1977 al 1982 e dal 2014 al 2015.
Ha partecipato ai primi quattro album del gruppo, tra i quali Toto IV, vincitore di sei Grammy. Poco dopo l'uscita di questo album, ha lasciato i Toto per dedicarsi a una carriera da turnista a Nashville ed è stato sostituito da Mike Porcaro, figlio di Joe, fratello di Jeff e Steve, che all'epoca erano, rispettivamente, il batterista e il tastierista della formazione di Los Angeles.
In seguito, Hungate ha partecipato occasionalmente a diversi lavori (jam session e registrazioni) con gli altri membri dei Toto.
Nel 2014 rientra in pianta stabile nei Toto, per poi lasciare nel 2015.

## Discografia

### Toto
- 1978 – Toto
- 1979 – Hydra
- 1981 – Turn Back
- 1982 – Toto IV
- 2015 – Toto XIV

### Solista
- Souvenir, 1990

## Curiosità
- Suona il basso (insieme a Max Bennett) anche nel celebre intro del brano You're the One That I Want, contenuto nella colonna sonora del film Grease.